# Anders Larsson i Bränninge
Anders Larsson, född 14 december 1822 i Habo socken i Skaraborgs län, kyrkobokförd i Habo församling död 18 augusti 1909 i Hjo, var en svensk godsägare, kronofjärdingsman och politiker.
Anders Larsson var ägare till godset Bränninge utanför Habo. Han var ledamot av riksdagens första kammare 1874–1878, 1881–1885 samt 1887–1895, invald i Skaraborgs läns valkrets. Han inköpte 1875 herrgården Ekhammar i Grevbäcks socken norr om Hjo.
Anders Larsson har en väg uppkallad efter sig i Habo kommun.